# Palame crassimana
Palame crassimana är en skalbaggsart som beskrevs av Bates 1864. Palame crassimana ingår i släktet Palame och familjen långhorningar.
Artens utbredningsområde är:
- Guyana.
- Surinam.
- Venezuela.

Inga underarter finns listade i Catalogue of Life.